# Kleinste wevertje
Het kleinste wevertje (Bathyphantes parvulus) is een spinnensoort in de taxonomische indeling van de hangmatspinnen (Linyphiidae).
Het dier behoort tot het geslacht Bathyphantes. De wetenschappelijke naam van de soort werd voor het eerst geldig gepubliceerd in 1851 door Johan Peter Westring.